# 잔 로렌초 베르니니
조반니 로렌초 베르니니(이탈리아어: Giovanni Lorenzo Bernini, 1598년 12월 7일 ~ 1680년 11월 28일)는 바로크 시대의 위대한 조각가이자 17세기 로마의 건축가이다.

## 생애
베르니니는 나폴리에서 매너리즘 조각가인 피렌체 출신의 피에트로 베르니니에게서 태어났다. 7세 때에 몇 개의 큰 사업에 참여하게 된 그의 부친과 함께 로마로 갔다. 거기서 어린 베르니니의 재주는 화가 안니발 카라치와 교황 바오로 5세의 눈에 들게 되고, 교황의 사촌이었던 시피오네 보르게세 추기경이 그를 전폭적으로 후원하게 된다. 그의 최초의 작품들은 오래된 헬레니즘 조각에서 영감을 얻었다.
보르게세 추기경 아래에서 젊은 베르니니는 빠른 속도로 그 재능을 드러내었다. 추기경을 위한 초기 작품들 중에는 "아기 제우스와 어린 사티로스에게 젖을 먹이는 염소 아말테아"와 같은 정원을 위한 장식적인 작품들과 "저주받은 영혼" 과 "축복받은 영혼"와 같은 우화적인 흉상들이 있다. 22세에 그는 교황 바오로 5세의 흉상을 완성한다.

## 작품 세계
그는 고전적 엄격성을 지키면서, 유동적 선과 통일적인 중량감을 나타내어, 우아하면서도 생명감이 넘치며 건축 자체와 작품이 서로 밀접하게 맺어져 있다. 특히 원근법의 효과는 보는 이에게 원근에 대한 환각을 주었다. 성당, 궁정 건축, 조각, 묘묘(墓廟), 분수, 장식 등 여러 방면에서 재능을 보였다.
보르게세 갤러리에 있는 시피오네의 콜렉션 명작들의 연작과 함께 그의 세속적인 소재를 다룬 조각품들을 아래에 소개한다.
- 아이네이아스, 안키세스, 아스카니우스 (Aeneas, Anchises, et Ascanius; 1619)는 라파엘로의 프레스코화 형상과 아마도 아들이 아버지의 기술을 성취했을 때의 순간을 반영하는 알레고리를 빌려오며 여러 시점에서 인간의 세가지 세대를 묘사한다.

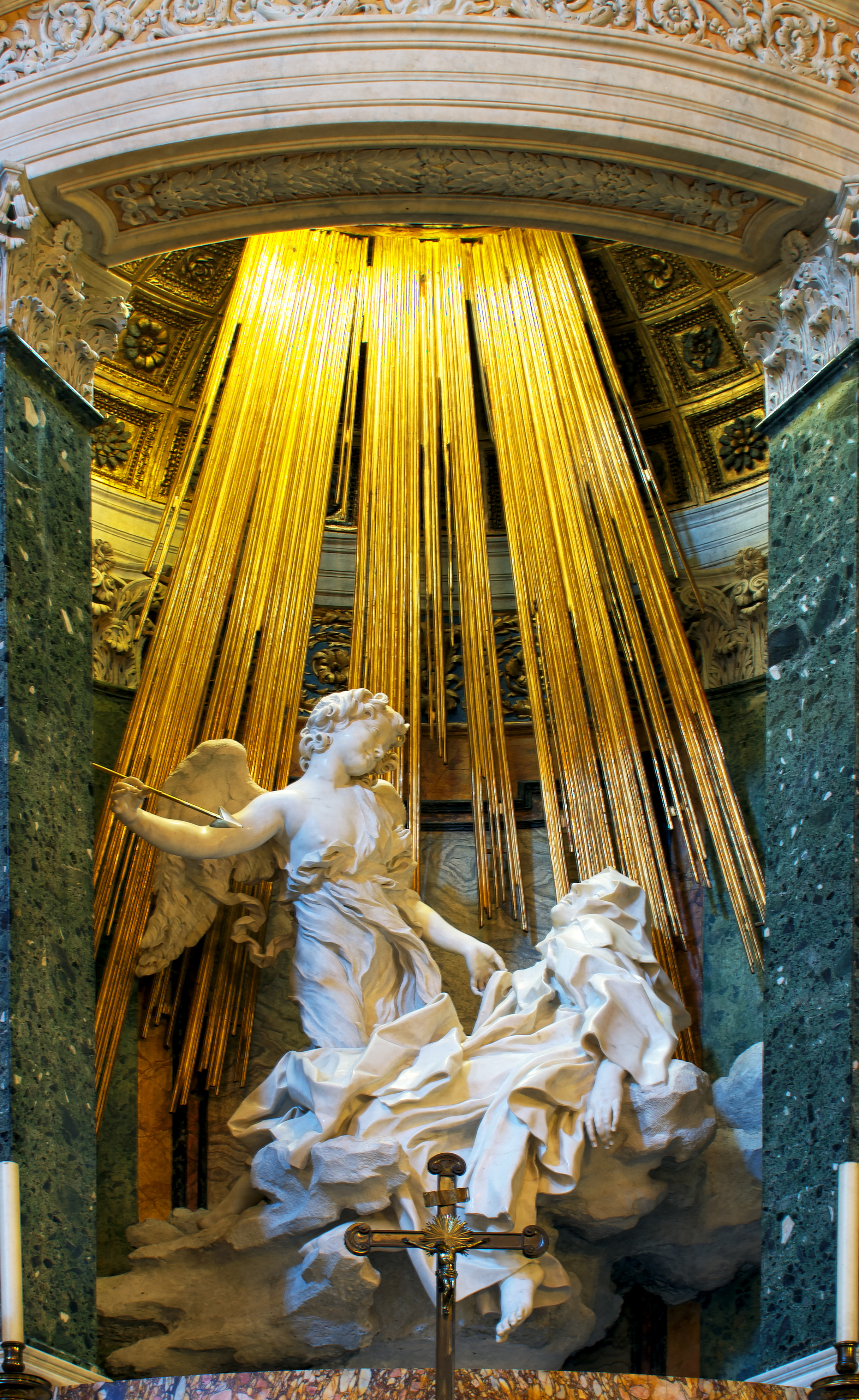
성녀 데레사의 환희 (1647~1652, 대리석, 로마 산타 마리아 델라 비토리아 박물관 소장)

- 페르세포네의 납치(Ratto di Proserpina; 1621-22)는 잠볼로냐의 매너리즘 작품 사비니 여인의 강탈을 연상시키며, 유괴범이 여인의 대리석 피부를 움푹 들어가게 만든 것을 포함하여 세부묘사를 향한 장인적인 주의력을 보여준다.
- 아폴론과 다프네(Apollo e Dafne; 1622-25)는 베르니니의 시대 이후로 널리 칭송받아온 작품으로, 이후의 작품인 다비드와 함께 베르니니가 도입한 새로운 조각적인 미의식을 보여준다. 이 작품은 오비디우스의 변신이야기 중 하나에서 가장 극적이고 동적인 순간을 묘사한다. 이 이야기에서 광명의 신인 아폴론은 사랑의 신인 에로스를 어른의 무기를 가지고 논다며 꾸짖는다. 이에 앙갚음으로 에로스는 황금 화살로 아폴론을 맞추어 아폴론을 다프네를 보자마자 사랑에 푹 빠지도록 만든다. 그러나 다프네는 영원한 순결을 맹세한 물의 님프인데다 게다가 에로스에게 납 화살을 맞아 아폴론의 접근에 무감각하게 된다. 조각은 아폴론이 결국 다프네를 잡은 순간을 묘사한다. 그러나 다프네는 강의 신인 그녀의 아버지에게 자신을 월계수 나무로 변신시켜 그녀의 아름다움을 없애고 아폴론의 접근을 피할 수 있도록 애원한다. 이 조각상은 여러 여러 수준에서 성공을 거두었는데, 이것은 사건을 잘 묘사할 뿐 아니라 기발한 착상이 정교하게 표현된 것을 보여준다. 이 조각은 생명이 없는 초목으로 변한 인간을 돌로 표현하여 변신의 과정을 보여준다. 다르게 말하면 비록 조각가의 기술이 생명이 없는 돌을 살아있는 이야기로 변화시키지만 이 조각은 그 반대를, 그러니까 여자가 나무가 된 순간을 이야기 한다.
- 다윗 (David; 1623-24) 은 '아폴론과 다프네'처럼 당시 혁명적인 조각 작품이었다. 두 작품 모두 이전에전 돌로는 시도되지 않던 방법으로 동작을 묘사한다. 이 성서에 나온 청년은 그의 발사체를 쏘아올리기 위해 긴장되고 균형 잡혀 있다. 베르니니의 선대들이 만든 유명한 다비드들은 사건 뒤의 정적인 순간을 묘사하였다. 예를 들어 미켈란젤로의 다비드에서의 승리를 얻은 안정감이나 도나텔로나 베로키오의 다비드에서 볼 수 있는 도도한 외양에서 볼 수 있는 것처럼 말이다. 감긴 토르소, 주름살진 이마, 그리고 잔뜩 찡그린 얼굴을 지닌 베르니니의 다비드는 동적인 동작과 르네상스의 정체와 고전적 엄격함을 크게 뛰어 넘은 감동을 보여주는 바로크 정착의 전범이라고 할 수 있다. 미켈란젤로는 다비드의 영웅적 본성을 표현했다; 베르니니는 그가 영웅이 된 순간을 잡아내었다.

### 조각적 성과
베르니니의 조각적 성과는 막대하고 다양하다. 그의 잘 알려진 조각은 다음과 같다. 산타 마리아 델라 비토리아 박물관의 코로나로 경당에 있는 "성녀 데레사의 환희", (베르니니가 설계한) 스칼라 레지아(바티칸 궁과 성 베드로 대성전을 연결하는 계단)의 기초에 지금은 숨겨져 있는 콘스탄티네가 있다. 그는 두 천사상을 조각하여 산탄젤로 다리의 디자인을 도왔다. 다른 것들은 그의 디자인에 기초해 그의 제자들이 만든 반면에 이 작품은 곧 그가 만든 복제품으로 교체되었다.
그가 명성과 권력의 정점에 있던 1665년 4월 말에 파리로 여행하여 11월까지 머물렀다. 베르니니의 국제적인 인기는 그가 파리에서 걸어갈 때 거리에서 찬양하는 군중들이 줄을 설 정도였다.
예수회의 총장인 올리바(Oliva) 신부가 권장한 이 여행은, 루이 14세가 작품을 만들어 달라는 연속된 요청을 한 것에 대한 대한 회답이었다. 여기서 베르니니는 루브르궁의 동쪽 정면의 (결국은 거절당한) 디자인을 제안했으나 내국인 클로드 페로의 더 엄격하고 고전적인 제안이 받아들여져 그의 대담한 오목볼록한 파사드(입면)는 폐기되었다. 베르니니는 프랑스의 예술과 건축보다 이탈리아의 것을 칭송하여 곧 프랑스 궁정의 눈에서 벗어났는데, 귀도 레니의 그림이 파리의 모든 그림보다 더 가치가 있다고 말했기 때문이었다. 파리 시기에 남아 있는 유일한 작품은 한 세기 동안 왕실 인물 묘사의 표준을 정립했던 루이 14세의 흉상이다.

### 건축
베르니니의 건축적 착상들에는 성 베드로 대성전의 열주랑과 광장을 포함되어있는데, 그는 바르베리니 궁전 (1630년부터 보로미니와 함께 작업), 루도비시 궁전 (지금은 몬테치토리오 궁전), 키지 궁전 등의 여러 로마의 궁전들을 설계하였다.
베르니니의 최초의 건축 설계안은 청동으로 된 웅장하게 성 베드로 대성전의 제대를 높이 뒤덮는 캐노피(차양)인 <성 베드로의 발다키노(1624년-1633년)>와 성 비비아나 성당(1624년)의 파사드(입면)였다. 1629년 <발다키노>가 완성되기 전, 교황 우르바노 8세는 그에게 현재 진행되고 있는 성 베드로 성당의 건축 작업의 모든 직무를 맡겼다. 그는 바르베리니(우르바노 8세의의 본명) 교황을 위한 무덤을 대성전에 설계하라는 임무를 받았다. 그러나 정치적인 이유와 대성당의 종탑 설계에서의 오판으로 인해 베르니니는 교황 인노첸시오 10세 팜필리의 눈밖에 나게 되었다. 전반적으로 후원이 끊기지는 않은 상태에서, 교황 알렉산데르 7세 키지의 임기에 베르니니는 성 베드로 대성전을 장식하는 데에 다시 중요한 역할을 얻어, 성당 앞 부분의 열주랑과 광장 설계안이 채택되었다. 바티칸으로 향하는 스칼라 레지아 입구와 대성당 안에 있는 애프스(교회 건축에서 동쪽으로 반원형으로 들어간 작은 방) 안에 있는 성 베드로의 의자(Cathedra Petri) 또한 그의 걸작들 중 하나이다.
베르니니는 많은 교회들을 무에서 시작해서 짓기보다는 이전에 존재한 구조들의 장식에 집중하는 것을 선호하였다. 그는 이 영역에서 세가지 임무를 충족시켰다. 그의 고매한 정신은 그에게 분명한 디자인 안에서 구조를 설계하고 내부를 장식할 자유를 허락하였다. 가장 잘 알려진 것은 작은 타원형 바로크 양식의 산탄드레아 알 퀴리날레(Sant'Andrea al Quirinale) 성당이다. 여기에 있는 성 안드레아 조각상은 제대의 틀을 이루는 이디큘 위로 높이 솟아 있다. 또한 베르니니는 카스텔간돌포 교회(산 토마소 다 빌라노바)와 아리치아 (산타 마리아 아순타) 교회를 설계하였다.
베르니니는 또한 파리에 있는 루브르궁의 열주랑을 짓기 위해 루이 14세에게 고용되었으나, 결국은 건축가 클로드 페로의 설계안에 밀려 거절되고 말았다. 이것은 프랑스에 있어서는 이탈리아 예술의 영향력이 쇠퇴함을 알리는 신호였으나, 클로드 페로의 마지막 설계안은 베르니니의 팔라디오풍 계단 난간 뒤의 평지붕의 특징을 포함한 것이었다.

### 로마의 분수들
바로크의 장식적인 활력이 잘 드러나는 로마 분수들은 공공적인 작품과 교황을 위한 기념물 두 종류가 있는데, 그의 타고난 재능을 발휘한 창조물들이다. 베르니니의 분수들은 트리톤의 분수와 바르베리니 분수(벌들의 분수)이다. 네강의 분수(콰트로 피우미 분수,Fontana dei Quattro Fiumi)는 웅장한 걸작이자 정치적 알레고리가 담겨 있는 작품이다. 이 분수에 조각된 베르니니의 강의 신들중 하나는 산타녜세 인 아고네 성당 (재능은 있었지만 정치적으로는 성공하지 못한 라이벌 프란체스코 보로미니가 설계한 작품.)의 외관에 실망하여 시선을 돌리고 있다는 일화가 있다. 그러나 이 분수는 성당의 외관이 완성되기 몇 년 전에 지어진 것이다.

### 대리석 초상
베르니니는 인물상의 돌로 된 침묵에 매력적인 역동성을 빌려옴으로써 대리석 흉상에 또한 변혁을 가져왔다. 로마의 산타 마리아 디 몬세라토 교회에 있는 페드로 데 푸아 몬토야 몬시뇰의 흉상은 틀 바깥으로 몸을 내민 순간적인 동세를 보여준다. 사교적이었던 시피오 보르게세 추기경은 그의 흉상에서 대화하는 얼굴이 응결되어 있다. 그의 애인로 일컬어졌던 콘스탄차 부오나렐리의 초상에서는 신성과 존엄이 묘사되어있지 않다. 대신 교제나 놀람의 상황에서 포착한 단정치 못한 사생활의 순간에 있는 여자의 모습을 보여준다.
이탈리아 바깥의 왕실 후원자들을 위한 인물 조각상을 보면, 베르니니는 루이 14세의 인물상에서 어느 면으로 보나 왕의 존엄성을 고양시키기 위해 바람을 맞는 대리석 의상과 폭포와 같은 머리카락을 만들어냈다. 이런 조각적인 풍부한 표현은 프란체스코 1세 데스테의 흉상도 미화시켜준다. 그 외에 리슐리외, 잉글랜드의 찰스 1세, 헨리에타 마리아 등의 작품이 있다.

### 다른 작품

1665년 베르니니, 바치차 그림.

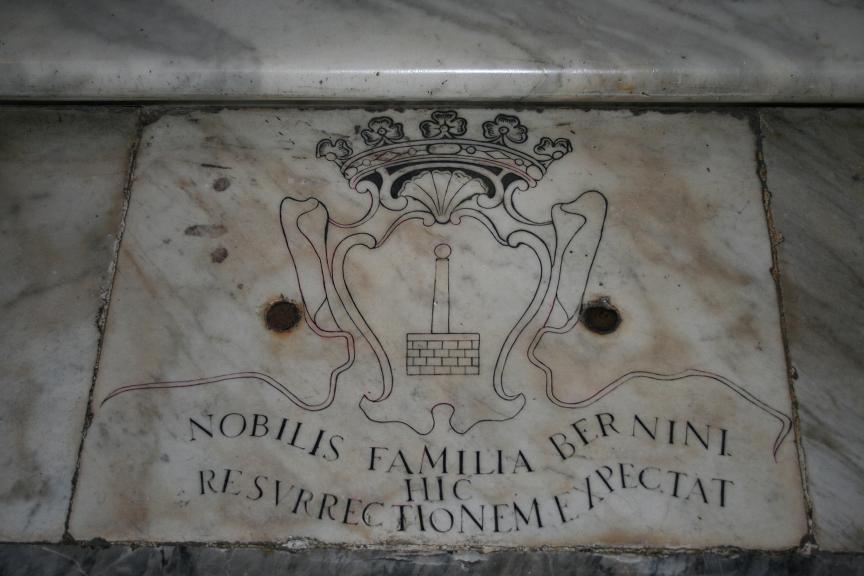
산타 마리아 마조레 대성당에 있는 베르니니의 무덤

다른 베르니니의 조각들은 로마 사람들에게 〈베르니니의 아이들〉이라는 애칭으로 알려져 있다. 이 조각들은 산타 마리아 소프라 미네르바 성당 앞에 있는 미네르바 광장에 위치해 있다. 교황 알렉산데르 7세는 고대 이집트의 오벨리스크를 광장에 세우기를 원했고, 베르니니에게 오벨리스크를 보조할 조각을 만들 것을 의뢰했다. 코끼리 조각상은 1667년 베르니니의 학생인 에르콜레 페라타가 만들었다. 코끼리의 가장 중요한 특징 중 하나는 코끼리의 미소이다. 왜 코끼리가 웃고 있는지를 찾아 보면 반드시 이 동물의 뒤를 보게 된다. 그리고 이 동물의 근육이 긴장되고 꼬리는 왼쪽으로 움직인 것을 알 수 있다. 베르니니는 코끼리가 배변하는 것처럼 조각했다. 코끼리의 뒤는 베르니니와 그의 장인 동료들의 주된 적대자들중 한 명이었던 도미니코회 수사 도메니코 팔리아 신부의 집무실을 직접 가리키고 있어, 마치 마지막 인사를 하는 것 같다.
1644년 그의 전폭적인 후원자였던 우르바노 8세의 사망으로 베르니니에게 경쟁자 집단이 생겨났고 그의 직업에는 변화가 있어 보였다. 그러나 교황 인노첸시오 10세는 성 베드로 대성전의 네이브를 확장하고 나보나 광장의 4대강의 분수(콰트로 피우미 분수)를 만들도록 그의 작업을 지원해 주었다. 1655년 인노첸시오 10세가 사망했을 때에 베르니니는 로마에서 공공의 취향의 권위자였다. 베르니니는 로마에서 1680년에 사망했고, 산타 마리아 마조레 대성당에 묻혔다. 그의 감독 하에 일했던 사람들 중에는 루이지 베르니니, 스테파노 스페란차, 줄리아노 피넬리, 안드레아 볼지, 필리포 파로디, 자코모 안토니오 판첼리, 라차로 모렐리, 프란체스코 바라타, 프랑수아 뒤크누아 등이 있다. 건축에서 그의 라이벌은 프란체스코 보로미니가 있고 조각에서는 알레산드로 알가르디가 있다.
베르니니가 죽은 지 2년 뒤에, 스웨덴의 크리스티나 여왕은 로마에서 살면서 필리포 발디누치에게 베르니니의 전기를 쓸 것을 의뢰했다.

### 작품 목록

#### 조각

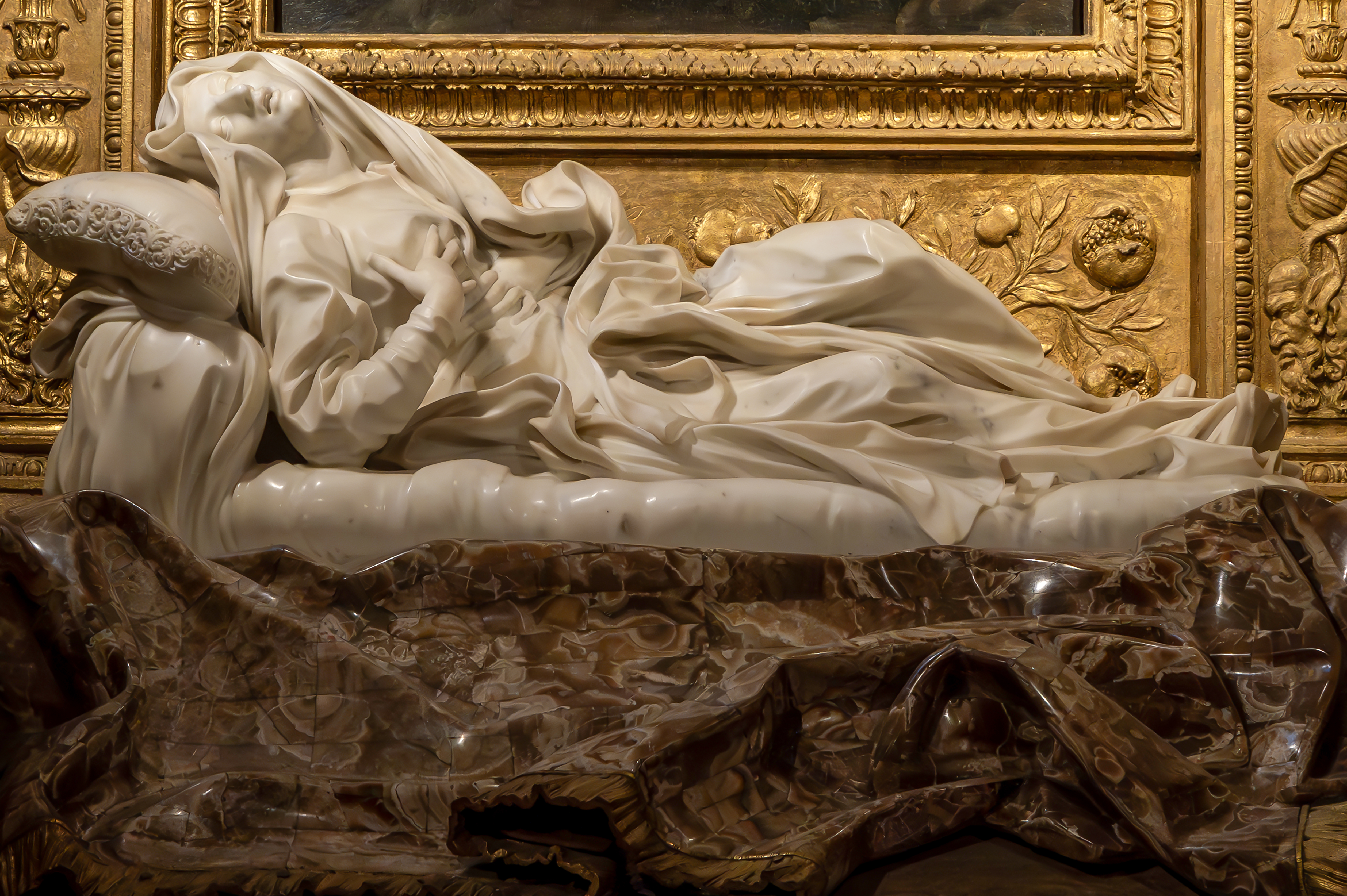
복녀 루도비카 알베르토니(Beata Ludovica Albertoni)

- 조반니 바티스타 산토니의 흉상 (1612년경) - 대리석, 실물 크기, 산타 프라세데 성당, 로마
- 성 라우렌시오의 순교 (1614-1615) - 대리석, 66 x 108 cm, 콘티니 보나코시의 콜렉션, 피렌체
- 어린 유피테르 및 파우니와 함께 있는 염소 아말테아 (1615년) - 대리석, 보르게세 미술관, 로마
- 성 세바스티아누스 (1617년경) - 대리석, 티센 보르네미사 박물관, 마드리드
- 소년에게 괴롭힘당하는 파우누스 (1616-1617) - 대리석, 높이 132.1 cm, 메트로폴리탄 미술관, 뉴욕
- 아이네아스, 안키세스, 아스카니우스 (1618-1619) - 대리석, 높이 220 cm, 보르게세 미술관, 로마
- 저주받은 영혼 (1619) - Palazzo di Spagna, 로마
- 축복받은 영혼 (1619) - Palazzo di Spagna, 로마
- 아폴론과 다프네 (1622-1625) - 대리석, 높이 243 cm, 보르게세 미술관, 로마
- 성 베드로의 발다키노 (1624) - 청동, 부분적으로 도금됨, 성 베드로 대성전, 바티칸 시국
- 네 아이들과의 사랑 (1627-1628) - 테라코타, 높이 39 cm, 바티칸 미술관, 바티칸 시국
- 다비드 (1623-1624) - 대리석, 높이 170 cm, 보르게세 미술관, 로마
- 바르카치아 분수 (1627-1628) - 대리석, 스페인 광장, 로마
- 페드로 드 푸아 몬토야 몬시뇰의 흉상 (1621년경) - 대리석, 실물 크기, 산타 마리아 디 몬세라토 성당, 로마
- 넵투누스와 트리톤 (1620) - 대리석, 높이 182,2 cm, 빅토리아&알버트 박물관, 런던
- 페르세포네의 납치 (1621-1622) - 대리석, 높이 295 cm, 보르게세 미술관, 로마
- 트리토네 분수 (1624-1643) - 트래버틴, 실물보다 큼, 바르베리니 광장, 로마
- 교황 우르바노 8세의 무덤 (1627-1647) - 황금 청동과 대리석, 실물보다 큼, 성 베드로 대성전, 바티칸 시국
- 토머스 베이커의 흉상 (1638) - 대리석, 높이 81.6 cm, 빅토리아&알버트 박물관, 런던
- 코스탄차 보나렐리의 흉상 (1635년경) - 대리석, 높이 70 cm, 바르젤로 국립 박물관, 피렌체
- 두 아이와의 사랑 (1634) - 테라코타, 높이 41.6 cm, 바티칸 미술관, 바티칸 시국
- 성 롱기누스 (1631-1638) - 대리석, 높이 450 cm, 성 베드로 대성전, 바티칸 시국
- 시피오네 보르게세의 흉상 (1632) - 대리석, 높이 78 cm, 보르게세 미술관, 로마
- 시피오네 보르게세 추기경의 흉상 (1632) - 대리석, 성 베드로 대성전, 바티칸 시국
- 교황 우르바노 8세의 흉상 (1632-1633) - 청동, 높이 100 cm, 바티칸 미술관, 바티칸 시국
- 아르망 드 리슐리외 추기경의 흉상 (1640-1641) - 대리석, 루브르 박물관, 파리시
- 마리아 라지 기념비 (1643년) - 도금한 청동과 채색한 대리석, 산타 마리아 소프라 미네르바 성당, 로마
- 진상 (1645-1652) - 대리석, 높이 280 cm, 보르게세 미술관, 로마
- 교황 레오 10세의 흉상 (1647) ,도리아 팜필리 궁전, 로마
- 성녀 데레사의 환희 (1647-1652) - 대리석, 코르나로 예배당, 산타 마리아 델라 비토리아 성당, 로마
- 설립자의 로지아 (1647-1652) 대리석, 코르나로 예배당, 산타 마리아 델라 비토리아 성당, 로마
- 교황 우르바노 8세의 흉상 - 대리석, 성 베드로 대성전, 바티칸 시국
- 콰트로 피우미 분수 (1648-1651) - 트래버틴과 대리석, 나보나 광장, 로마
- 신체 (1650) - 청동, 온타리오 미술관, 토론토, 캐나다.
- 다니엘과 사자 (1650) - 대리석, 산타 마리아 델 포폴로 성당, 로마
- 에스테의 프란체스코 1세 (1650-1651) - 대리석, 높이 107 cm, 에스텐세 미술관, 모데나
- 모로 분수 (1653-1654) - 대리석, 나보나 광장, 로마
- 콘스탄티누스 (1654-1670) - 대리석, 폰티피치 궁전, 바티칸 시국
- 다니엘과 사자 (1655) - 테라코타, 높이 41.6 cm, 바티칸 미술관, 바티칸 시국
- 하박국과 천사 (1655) - Terracotta, 높이 52 cm, 바티칸 미술관, 바티칸 시국
- 제대 십자가 (1657-1661) - 청동 십자가에 도금된 청동 몸체, 높이: 몸체 43 cm, 십자가 185 cm, Treasury of San Pietro, 바티칸 시국
- 성 베드로의 옥좌 (1657-1666) - 대리석, 청동, 흰색과 금색 회칠, 성 베드로 대성전, 로마
- 성 아우구스티누스의 상 (1657-1666) - 청동, 성 베드로 대성전, 바티칸 시국
- 콘스탄티누스 (1663-1670) - 회칠한 천에 대리석, 스칼라 레지아, 바티칸 궁전, 로마
- 두루마리를 든 천사 (1667-1668) - 진흙, 테라코타, 높이: 29,2 cm, 포그 미술관, 케임브리지 (매사추세츠주)
- 가시관을 쓴 천사 (1667-1669) - 대리석, 실물보다 큼, 산탄드레아 델레 프라테 성당, 로마
- 천사와 표제 (1667-1669) - 대리석, 실물보다 큼, 산탄드레아 델레 프라테 성당, 로마
- 미네르바의 코끼리 (1667-1669) - 대리석, 산타 마리아 소프라 미네르바 성당, 로마
- 가브리엘레 폰세카의 흉상 (1668-1675) - 대리석, 실물보다 큼, 산 로렌초 인 루치나 성당, 로마
- 루이 14세의 기마상 (1669-1670) - 테라코타, 높이 76 cm, 보르게세 미술관, 로마
- 루이 14세의 흉상 (1665) - 대리석, 높이 80 cm, 베르사유 국립 박물관, 베르사유
- 헝가리 왕 성 이슈트반의 투구 - 청동, 자그레브 성당, 자그레브
- 성 히에로니무스 (1661-1663) - 대리석, 높이 180 cm, 키지 예배당, 시에나 성당, 시에나
- 교황 알렉산데르 7세의 무덤 (1671-1678) - 대리석과 도금한 청동, 실물보다 큼, 성 베드로 대성전, 바티칸 시국
- 축복받은 루도비카 알베르토니 (1671-1674) - 대리석, 알티에리-알베르토니 예배당(Cappella Altieri-Albertoni), 산 프란체스코 아 리파 성당, 로마

#### 회화
베르니니의 화가로서의 활동은 젊었을 때에 하던 부업이었다. 그의 작품은 탁월한 솜씨를 보여주며 조금도 뻣뻣하지 않고 자유롭다. 베르니니는 로마에서 그의 아버지인 피에트로 베르니니 밑에서 공부했고, 조숙한 신동으로 나타났다. 그의 작품은 즉각 주요 수집가들에게 발견되었다.
- 성 안드레아와 성 토마스 (1627년경) - 캔버스에 유화, 59 x 76 cm, 영국 내셔널 갤러리, 런던
- 소년의 초상 (1638년경) - 캔버스에 유화, 보르게세 미술관, 로마
- 청년의 자화상 (1623년경) - 캔버스에 유화, 보르게세 미술관, 로마
- 중년의 자화상 (1630-1635) - 캔버스에 유화, 보르게세 미술관, 로마

## 대중문화 속의 참조
- 베르니니는 옛날 이탈리아 지폐 50,000리라에 두가지 다른 연작으로 등장한다. 그림은 베르니니의 자화상에 기초하여 그려졌다.
- 로마 주변에 있는 베르니니의 조각들은 댄 브라운의 천사와 악마에서 탁월한 주제를 갖는다. 이 소설에서 베르니니는 비밀 결사 일루미나티의 고위 멤버로 그려진다.

## 둘러보기
- 성 베드로 광장